# Sveinung Fjeldstad
Sveinung Fjeldstad (* 26. August 1978 in Gjøvik) ist ein ehemaliger norwegischer Fußballspieler.
Der Stürmer begann seine Karriere beim SK Gjøvik Lyn. 1998/99 spielte er bei Raufoss IL in der 1. Division. 1999 wechselte er zum Lillestrøm SK in die Tippeligaen. Mit Lillestrøm  nahm er am UEFA-Pokal 2000/01 teil, wo der Klub die 2. Runde erreichte. 2001 war Fjeldstad bei Ham-Kam, 2002 bei Odds BK und dann wieder bei Ham-Kam. Im April 2004 wurde er bei einer Dopingkontrolle positiv auf anabole Steroide getestet. Fjeldstad war der erste Dopingfall im norwegischen Fußball und wurde für zwei Jahre bis 2006 gesperrt. Nach seiner Sperre war er 2006 wieder bei seinem alten Heimatverein SK Gjøvik-Lyn aktiv.